# Бернхард II (герцог Саксен-Лауэнбурга)
Бернхард II (нем. Bernhard II.; 1385, Ратцебург — 16 июля 1463, Ратцебург) — герцог Саксен-Лауэнбурга в 1426—1463 годах.

## Жизнь
Сын Эриха IV, герцога Саксен-Лауэнбургского, и Софии Брауншвейг-Люнебургской. Долгое время Бернхард уговаривал своего правящего брата Эриха V поделиться властью. Потерпев поражение в борьбе за саксонский электорат, Эрих, наконец, согласился сделать Бернхарда своим соправителем в 1426 году. Когда Эрих V умер в 1435 году, Бернхард продолжил править единолично.
Бернхард II усилил притязания Саксен-Лауэнбурга на наследования электората Саксен-Виттенберг, поскольку он вместе с Саксен-Лауэнбургом был отделён от младшего герцогства Саксонского в XIII веке. Для этого он для Саксен-Лауэнбурга принял саксен-виттенбергский герб. Различные части герба, с тех пор представлявшие герцогство Саксония, Ангрия и Вестфалия (Лауэнбург), позже часто неверно истолковывали как символизирующие Ангрию (листья водяной лилии Брены) и Вестфалию (саксонский орел, относящийся к небу).

## Семья и дети
В 1428 году Бернхард II женился на Адельгейде Померанской (1410 — после 1445), дочери герцога Богуслава VIII. Их дети:
- София[нем.] (1428—1473), ∞ Герхард II, герцог Юлиха и Берга
- Иоганн V (1439—1507), герцог Саксен-Лауэнбурга